# Groß Schenkenberg
Groß Schenkenberg est une commune allemande du Schleswig-Holstein, située dans l'arrondissement du duché de Lauenbourg (Kreis Herzogtum Lauenburg), à onze kilomètres au sud-ouest de la ville de Lübeck. Groß Schenkenberg est l'une des 25 communes de l'Amt Sandesneben-Nusse dont le siège est à Sandesneben.